# Siska Schoeters
Siska Schoeters (27 april 1982) is een Belgische presentatrice.

## Biografie
Schoeters werd geboren als dochter van een groothandelaar in vlees. Na haar middelbare studies aan het Xaveriuscollege in Borgerhout volgt Schoeters de richting Radio aan het RITCS, een departement van de Erasmushogeschool Brussel. In 2003, nog tijdens haar opleiding, begon ze bij Studio Brussel op woensdagnamiddag De Afrekening presenteren. Daarnaast is ze een vaste vervanger bij Studio Brussel van onder andere de Hit 50.
In het najaar van 2007 wordt Siska de nieuwe sidekick van Tomas De Soete in zijn avondprogramma. Hiermee vervangt ze Elke Jacobs. Siska moet wel de presentatie van De Afrekening overlaten aan An Lemmens.
Eind 2007 is Siska een van de drie presentatoren die voor Music For Life in het glazen huis verbleef.
In 2008 presenteerde Siska het namiddagblok van Music@Work in navolging van Ayco Duyster. Later neemt Siska de presentatie van het avondblok over van Tomas De Soete. Ze presenteerde ook Rendez-Vous, een programma waarin werd teruggeblikt naar 25 jaar Studio Brussel.
Van 1 september 2008 tot de zomer van 2012 stond Siska vast geprogrammeerd in de vooravond bij Studio Brussel. Elke weekdag tussen 16 en 18 uur vermaakte ze in Zet ’m op Siska samen met Bram Vandendriessche de luisteraars. Vanaf 3 september 2012 presenteert ze elke ochtend Siska Staat Op van 6 tot 9 uur.
Startend op 12 maart 2014 presenteerde ze op de Vlaamse televisiezender Canvas een seizoen lang de popquiz 'Olalala'.
Begin 2015 presenteerde ze samen met Bart Peeters het avondpraatprogramma Bart & Siska op Eén. Vanaf eind mei 2017 presenteerde ze van maandag tot en met donderdag op Eén het zomerse spelprogramma De club.
Eind 2018 kondigde Schoeters haar vertrek bij Studio Brussel aan, en de overstap naar Radio 2. Daarmee kwam voor haar een einde aan een carrière van 15 jaar bij Studio Brussel. Vanaf januari 2019 verving Siska Schoeters Britt van Marsenille bij het Radio 2-programma De Madammen. Op 1 juli 2022 stopten de Madammen met hun radioprogramma.
Vanaf 2018 was ze gedurende vier seizoenen een van de vaste sidekicks van Jan Jaap van der Wal in het programma de Ideale Wereld op Canvas.
Daarnaast presenteerde Schoeters de rubriek Koekskes en Boekskes in het programma Iedereen beroemd.
Sinds 2019 presenteert ze op VRT 1 het humaninterestprogramma Durf te vragen. Daarnaast presenteert ze sinds de zomer van 2019 ook Radio 2 Zomerhit, de jaarlijkse liveshow op VRT 1. Van 2019 tot 2021 deed ze dit samen met Bart Peeters. Vanaf 2022 verzorgt ze de presentatie samen met Niels Destadsbader.
Begin januari 2021 kreeg ze kritiek op haar Instagram-infocommercial over een intraveneuze vitaminenkuur.
In juni 2022 veroorzaakte ze een controverse omtrent de exclusiviteitscontracten bij de VRT. Via Instagram klaagde ze aan dat er bij de zes ‘grootverdieners’ geen enkele vrouw zat. Dit, terwijl Schoeters zelf zegt tussen de 100.000 en 300.000 euro te verdienen.
In 2023 zat ze in het kostuum van Kosmos bij The Masked Singer op VTM. 
In 2024 presenteerde ze Goed gespeeld! Een spelprogramma op de televisiezender VRT 1 waarbij vier onbekende duo's het tegen elkaar opnemen in hun verschillende sporten. Tijdens het uitoefenen van hun eigen sport, wordt een van de twee spelers tijdens die proef vervangen door een BV: de Beperkende Vlaming.
Ze presenteert in 2025 Mijn eerste reis, waarin ze met een centrale gast op reis gaat naar een voor die persoon betekenisvolle of eerste bestemming. Het programma werd uitgezonden op VRT 1.

## Persoonlijk
Naar aanleiding van de derde Music For Life werd op 5 december 2008 bekend dat Schoeters, die een tweede maal in het glazen huis ging presenteren, een koppel vormt met Tomas De Soete, die voor het derde jaar op rij zijn intrek in het glazen huis nam. In 2011 kreeg het koppel een zoon en in 2016 een dochter. Op 29 oktober 2021 kondigde het koppel aan dat ze uit elkaar zijn.
Huidig (anno 2022):
Luc Appermont · Cara Cobbaert · Anja Daems · Sandra Deakin · Karolien Debecker · Kim Debrie · Peter De Groot · Lars De Groote · Guy De Pré · Chris Dusauchoit · Dirk Ghijs · Peter Hermans · Wouter Landuyt · Filip Ledaine · Daan Masset · Caren Meynen · Sven Pichal · Marc Pinte · Harald Scheerlinck · Siska Schoeters · Benjamien Schollaert · Showbizz Bart · Sharon Slegers · Jo Van Damme · Niels Vandeloo · Sonny Vanderheyden · Cathérine Vandoorne · Christel Van Dyck · Ruben Van Gucht · Iris Van Hoof · Vanessa Vanhove · Britt Van Marsenille · David Van Ooteghem · Peter Verhulst · Dirk Vlaeyen · Pascal Vranckx · Albrecht Wauters
Voormalig:
Luk Alloo · Johan Anthierens · Nand Baert · Erik Baeyens · Wim Bary · Jos Baudewijn · Flor Berckenbosch · Marcel Beerten · Wilfried Bertels · Marc Brillouet · Els Broeckmans · Fred Brouwers · Edwin Brys · Ro Burms · Walter Capiau · Annemie Coppieters · Harry Creemers · Karel Daerden · Christoff · Conny De Boos · Hein Decaluwé · Jessie De Caluwe · Jo met de Banjo · Gust De Coster · Martin De Jonghe · Paula De Meulder · Els De Vuyst · Frank Dingenen · Michel Follet · Jacky Geerts · Jos Ghysen · Margriet Hermans · Irene Houben · Michel Ilsen · Rita Jaenen · Chris Jonckers · Tante Kaat · Luk de Laat · Jo Leemans · Leki · Kathy Lindekens · Kris Luyten · Micha Marah · Betty Mellaerts · Kaat Mendonck · Freek Neirynck · Line Ooms · Sven Ornelis · Katrien Palmers · Gerard Pollet · Julien Put · Hugo Raspoet · Niko Reynaert · Luk Saffloer · Karel Segers · Lennart Segers · Lutgart Simoens · Rudi Sinia · Dirk Somers · Dré Steemans · Jan Theys · Gene Thomas · Wiet Van Broeckhoven · Marc Van den Hoof · Dieter Vandepitte · Karin Van den Berghe · Thomas Van der Spiegel · Kurt Van Eeghem · Wim Van Gansbeke · Els Van Herzeele · Ilse Van Hoecke · Bert Van Molle · Jan Van Rompaey · Paula Van Wilder · Louis Verbeeck · Karel Vereertbruggen · Herwig Verhovert · Luc Verschueren · Johan Verstreken · Tom Vossen · Eddy Wally · Niels William · Edwin Ysebaert · Zaki
- MusicBrainz: 05c69bc8-60a1-4fbb-9dbe-e08c8f40b229
- Nederlandse Thesaurus van Auteursnamen: 399340475
- Virtual International Authority File: 395147270357035700008
- WorldCat: E39PBJrKKDCHCTrbWCyXjR8Hmd